# Artyleria ciężka
Artyleria ciężka – dawne określenie artylerii wyposażonej w armaty na naboje kalibru 100-155 mm i haubice kalibru 150-200 mm. Ten typ artylerii charakteryzował się dużą donośnością i siłą wystrzeliwanych pocisków. Działa artylerii ciężkiej miały ciąg mechaniczny, lub były samobieżne.
Zadaniem artylerii ciężkiej była walka z artylerią przeciwnika, niszczenie umocnień polowych oraz niszczenie dużych ugrupowań przeciwnika. Pododdziały artylerii ciężkiej były podporządkowane dywizjom lub jeszcze wyższym związkom taktycznym.
Artyleria ciężka mogła stosować pociski konwencjonalne, jak i jądrowe.
Obecnie podział na artylerię lekką, średnią, ciężką i wielkiej mocy nie jest stosowany.